# Юй Дань
Юй Дань  (кит.: 喻 丹, 18 серпня 1987) — китайська стрілець, олімпійська медалістка.

## Виступи на Олімпіадах
| Олімпіада   | Дисципліна                  | Місце |
| ----------- | --------------------------- | ----- |
| Лондон 2012 | пневматична гвинтівка, 10 м | 3     |